# Eurydinoteloides syrphidis
Eurydinoteloides syrphidis is een vliesvleugelig insect uit de familie Pteromalidae. De wetenschappelijke naam is voor het eerst geldig gepubliceerd in 1916 door Girault.